# پترسدورف (مکلنبورگ-فورپومرن)
پترسدورف (به آلمانی: Petersdorf) یک شهر در آلمان است که در مکلنبورگیشه زنپلاته واقع شده‌است. پترسدورف ۱۶۴ نفر جمعیت دارد.